# 七里甸街道
七里甸街道，是中华人民共和国江苏省鎮江市润州区下辖的一个乡镇级行政单位。

## 行政区划
七里甸街道下辖以下地区：
光华社区、天和星城社区、七里甸社区、金星社区、二道巷社区、天桥路社区、四圩社区、五里社区、四摆渡社区、朱方路社区、万科社区、新城社区、曙光村和五洲山村。